# Aurelio (Suburbio)
Koordinaten: 41° 54′ N, 12° 24′ OAurelio ist ein Suburbio (Vorstadt) der italienischen Hauptstadt Rom. In der Verwaltung wird es mit S. IX abgekürzt und gehört zum Municipio XIII. Der Name leitet sich von der Via Aurelia her. Er liegt im Westen der Stadt Rom, hatte 2016 37.121 Einwohner und eine Fläche von 8,3446 km².

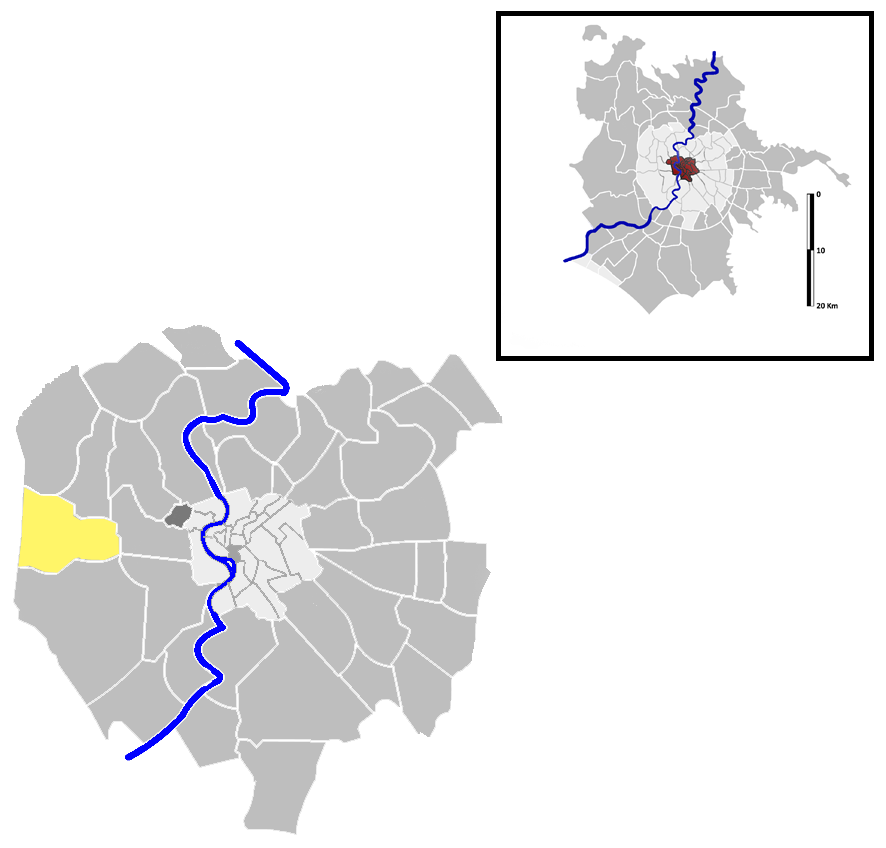
Lage des Suburbi in Rom

Im Norden grenzt er an den Suburbio S. X Trionfale und den Quartiere Q. XXVII Primavalle, im Osten an den Quartiere Q. XIII Aurelio, im Süden an das Suburbio S. VIII Gianicolense und im Westen an die Zone Z. XLVIII Casalotti.
Der Suburbio wurde offiziell am 20. August 1921 mit der Bezeichnung S.X gegründet und übernahm am 1. März 1954 wurde die Nummer S.IX übernommen, da das Suburbia Ostiense zum Quartier wurde.

## Sehenswürdigkeiten
- Santa Maria Janua Coeli
- Nostra Signora di Guadalupe e San Filippo